# Fred: The Show
Fred: The Show je americký seriál vytvořený Lucasem Cruikshankem, který se vysílá na dětské televizi Nickelodeon. Lucas Cruikshank, Daniella Monetová, Jake Weary, Siobhan Fallon Hogan a Stephanie Courtney si zde zopakovali své role z filmů Fred: The Movie a Fred 2: Night of the Living Fred. Pilotní epizoda byla odvysílána 16. ledna 2012 a oficiální premiéra proběhla 20. února 2012. Fred: The Show se začal natáčet po velkém úspěchu[zdroj⁠?!] filmu Fred 2: Night of the Living Fred.

## O seriálu
Seriál sleduje dobrodružný život šestnáctiletého chlapce Freda Figglehorna (Lucas Cruikshank) v jeho každodenním životě, plného dobrodružství a vtipy.

## Obsazení

### Hlavní postavy
| Lucas Cruikshank                           | Fred Figglehorn / Derf / Fredo / Zlý Fred / Bagel Fredrick |
| Daniella Monetová (dříve Jennette McCurdy) | Bertha                                                     |
| Jake Weary                                 | Kevin Dawg                                                 |
| Siobhan Fallon Hogan                       | Hilda Figglehornová / Fredova máma / Fredova babička       |
| Stephanie Courtney                         | Kevinova máma / paní Dawg                                  |

### Vedlejší role
| Carlos Knight      | Diesel                  |
| Rachel Crow        | Starr                   |
| Pat Crawford Brown | paní Haberstanová       |
| Ryan Potter        | Fredův nejlepší kamarád |
| Gracie Dzienny     | Holly                   |
| Tom Yi             | pan May                 |
| Kimmy Gatewood     | paní Kovacková          |
| Talon Reid         | Kevinův kamarád         |
| Tessa Netting      | Eloise                  |

## Vysílání
| Řada | Díly | Premiéra v USA | Premiéra v USA | Premiéra v ČR     | Premiéra v ČR  |
| Řada | Díly | První díl      | Poslední díl   | První díl         | Poslední díl   |
| ---- | ---- | -------------- | -------------- | ----------------- | -------------- |
| 1    | 24   | 16. ledna 2012 | 3. srpna 2012  | 10. prosince 2012 | 10. ledna 2013 |